# HMS Erebus (1826)
El HMS Erebus fue un barco de la Royal Navy que participó con el HMS Terror en la expedición Erebus y Terror de James Clark Ross en la Antártida, además de otras expediciones en el Ártico. Estos dos barcos fueron reforzados en la proa para poder resistir las torsiones de la banquisa sobre el barco, y tenían máquina a vapor.
La expedición antártica, entre 1839 y 1843 fue un éxito.
Hacia 1845, el Erebus y el Terror intentaron encontrar el Paso del Noroeste en el siglo XIX, en la expedición de John Franklin. Los dos barcos partieron de Londres el 19 de mayo de 1845 rumbo al Ártico. Partieron con 135 hombres, y fallecieron todos, algunos por intoxicación de plomo, otros por hambre debido a las conservas en mal estado, otros de neumonía, de disentería o de botulismo, que produce vómitos, fiebre, fatiga, etc., y que se encontró en las conservas de verduras que estaban mal preparadas.

## Descubrimiento del lugar del naufragio
El 4 de marzo de 2015 se anunció que una expedición de Parks Canada, una institución del Gobierno canadiense, había encontrado los restos de uno de los barcos de la expedición de Franklin, resultando ser el HMS Erebus. Los restos del naufragio están designados como Sitio Histórico Nacional de Canadá con una ubicación precisa de la designación en suspenso.
El objetivo inicial era encontrar dichos buques y reforzar así las reclamaciones de Canadá sobre la soberanía sobre grandes porciones del Archipiélago Ártico.
El 23 de octubre de 2017 el ministro de defensa del Reino Unido, Michael Fallon, anunció que su gobierno entregaría el HMS Erebus y su nave gemela HMS Terror a Canadá, conservando solo algunas reliquias y oro, junto con el derecho a repatriar cualquier resto humano.